# Farr Stone

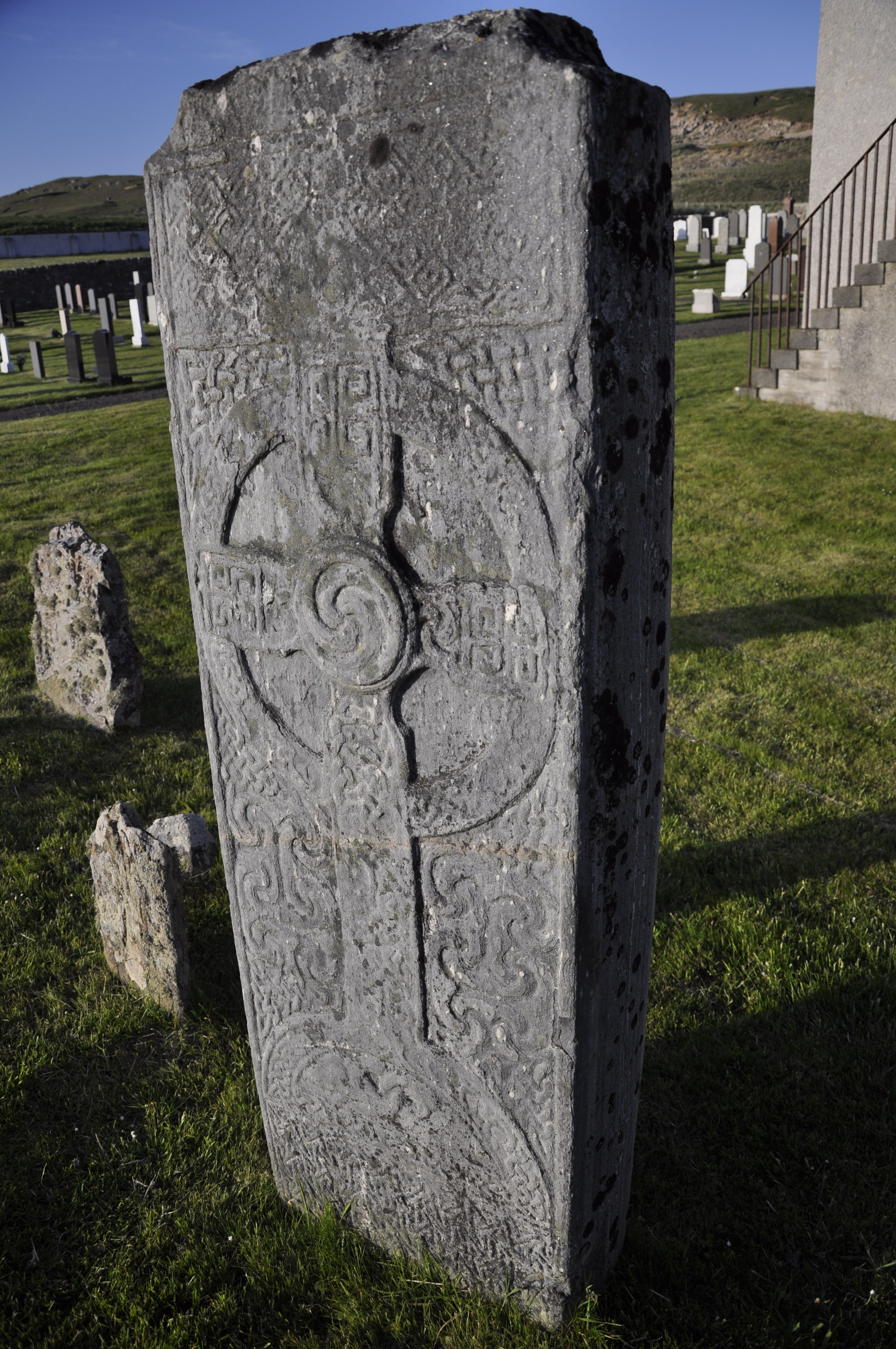
De Farr Stone

De Farr Stone is een bewerkt rotsblok op het kerkhof van de Farr Parish Church in Farr, een plaatsje in het Schotse dorp Bettyhill.

## De Farr Stone en zijn verleden
Volgens de legende kwam deze steen aan land via een onbekend schip dat in de nabijgelegen baai (Farr Bay) ankerde. Volgens sommige bronnen is dit een Pictische steen uit de 8e of 9e eeuw. 
Een tekst uit de 18e eeuw vermeldt dat het een gedenksteen voor een Deen uit de hogere klasse zou zijn. In het Schots-Gaelisch wordt deze steen Clach Erchar genoemd of Steen van Farquhar. Farquhar was de heelmeester van koning Robert II van Schotland die in de omgeving land bezat. Een andere verklaring is dat de steen een hulpmiddel was voor predikers die zo hun boodschap gemakkelijker konden uitdragen aan ongeletterden.